# Tatsuki Kobayashi
Tatsuki Kobayashi (小林 竜樹 Kobayashi Tatsuki?, nacido el 5 de mayo de 1985 en Tochigi) es un futbolista japonés que se desempeña como centrocampista.

## Trayectoria

### Clubes
| Club                | País  | Año         |
| ------------------- | ----- | ----------- |
| Shonan Bellmare     | Japón | 2008 - 2010 |
| Thespa Kusatsu      | Japón | 2009        |
| Thespakusatsu Gunma | Japón | 2011 -      |

## Estadística de carrera

### J. League
| Club                | Año   | J. League | J. League | Copa J. League | Copa J. League | Total | Total |
| Club                | Año   | Part.     | Goles     | Part.          | Goles          | Part. | Goles |
| ------------------- | ----- | --------- | --------- | -------------- | -------------- | ----- | ----- |
| Shonan Bellmare     | 2008  | 0         | 0         | -              | -              | 0     | 0     |
| Shonan Bellmare     | 2009  | 0         | 0         | -              | -              | 0     | 0     |
| Thespa Kusatsu      | 2009  | 10        | 5         | -              | -              | 10    | 5     |
| Shonan Bellmare     | 2010  | 1         | 0         | 2              | 0              | 3     | 0     |
| Thespa Kusatsu      | 2011  | 17        | 3         | -              | -              | 17    | 3     |
| Thespa Kusatsu      | 2012  | 36        | 4         | -              | -              | 36    | 4     |
| Thespakusatsu Gunma | 2013  | 34        | 2         | -              | -              | 34    | 2     |
| Thespakusatsu Gunma | 2014  | 39        | 2         | -              | -              | 39    | 2     |
| Thespakusatsu Gunma | 2015  | 28        | 3         | -              | -              | 28    | 3     |
| Thespakusatsu Gunma | 2016  | 34        | 3         | -              | -              | 34    | 3     |
| Thespakusatsu Gunma | 2017  | 25        | 0         | -              | -              | 25    | 0     |
| Total               | Total | 224       | 22        | 2              | 0              | 226   | 22    |